# Antoni Barata i Rocafort
Antoni Barata i Rocafort (Terrassa, 1890 - 1936) fou un industrial i terratinent català, propietari agrícola del sector del vi i expresident local de la CEDA. Actiu cooperativista, el 1920 participà en la fundació del Sindicat Agrícola de Terrassa, del que en formà part de la Junta Directiva. El 1936 es va integrar en el Sindicat Agrícola Cooperatiu de Rabassaires. Fins al 1932 va formar part de la Junta Directiva de l'Institut Agrícola Català de Sant Isidre i fou soci del Círculo Ecuestre.
Era membre actiu d'Acció Popular Catalana, secció catalana de la CEDA, de la que en fou el cap més visible a Catalunya. A les eleccions generals espanyoles de 1936 fou candidat per la província de Barcelona del Front Català d'Ordre, però no sortí escollit.
El cop d'estat del 18 de juliol de 1936 el va sorprendre a Terrassa. Fou arrestat i enviat a la presó Model. El 28 d'agost de 1936 fou traslladat al cementiri de Terrassa i mort a trets amb el tinent retirat de la guàrdia civil Manuel Pintado Picón. Antoni Barata i els seus germans José Barata i Rocafort i Joaquin Barata i Rocafort havien estat assaltats a la casa Pairal de la Barata a punta de fusell pels anarquistes de la FAI, segurament (Pedro Alcover y sus chiquillos) a Matadepera. Joaquim Barata fou assassinat el 24 de juliol amb set persones més a la carretera de Talamanca i Josep Barata traslladat a la model de Barcelona i assasinat a L' Arrabassada. En total foren set industrials i un notari en el conegut com a "Consell de Cuneta" o "assassinats de la Barata".